# 야나이즈정 (기후현)
야나이즈정(일본어: 柳津町)은 일본 기후현 하시마군에 설치되었던 정이다. 2005년 인구 조사에서 기후시로의 통근율은 24.0%였다. 2006년 1월 1일 인접한 기후시에 편입 합병되었다. 합병 후에는 기후시의 지역 자치구로서 야나이즈정이 설치되었다

## 역사
전국 시대 말기까지 현재의 경계천이 기소강(木曽川)이었으며, 당시의 기소강보다 남쪽은 오와리국 하구리군이었다. 그러나 1586년(덴쇼 14년) 기소강이 대홍수를 일으켜 흐름이 바뀌어 남쪽으로 이동하였다. 도요토미 히데요시는 새로운 흐름을 미노오바리의 경계로 삼고 오와리 국의 하구리 군과 나카지마 군 일부를 미노 국에 편입하였다. 하시마 군은 오와리의 하구리 군과 나카시마 군 일부가 미노 국으로 옮겨간 지역이다.
- 1889년 7월 1일 - 정촌제 시행으로 하구리군 야나이즈촌이 성립하였다.
- 1897년 4월 1일 - 하구리군으로부터 하시마군으로 변경되었다.
- 1956년 9월 26일 - 이나바군 사바촌을 편입후 정으로 승격해 야나이즈정이 되었다.
- 2006년 1월 1일 - 기후시에 편입되었다.

## 인구
- 1980년 - 9,874명(15세 미만 23.8%·15~64세 68.1%·65세 이상 8.1%)
- 1985년 - 10,431명(15세 미만 20.9%·15~64세 70.7%·65세 이상 8.5%)
- 1990년 - 10,825명(15세 미만 17.1%·15~64세 73.6%·65세 이상 9.3%)
- 1995년 - 11,440명(15세 미만 15.7%·15~64세 73.1%·65세 이상 11.2%)
- 2000년 - 12,334명 (15세 미만 16.0%, 15~64세 70.3%, 65세 이상 13.7%)
- 2005년 - 13,436명(15세 미만 16.3%·15~64세 68.0%·65세 이상 15.7%)

인구는 매년 10월 1일 현재(인구조사에 의함)

## 행정

### 정장
- 초대 : 이토 치요타로 (伊藤千代太郎)
- 2대 : 미즈노 슈이치 (水野周一)
- 3대 : 이토 치요타로 (伊藤千代太郎)
- 4대째 : 타케이치 타다시 (竹市鼎)
- 5대째 : 하야스이 센이치 (速水仙一)
- 6대 : 이토 시아키 (伊藤利昭)
- 7대 : 이토 이쿠오 (伊藤郁雄)
- 8대째 : 히로세 노보루 (広瀬昇)

## 교통

### 철도
- 나고야 철도
  - 나고야 본선

## 참고 문헌
- 角川日本地名大辞典編纂委員会,『角川日本地名大辞典 21 岐阜県』1980, 角川書店